# زولتان كيس (لاعب كرة قدم)
زولتان كيس (بالمجرية: Kiss Zoltán)‏ هو لاعب كرة قدم مجري، ولد في 18 أغسطس 1980 في Püspökladány ‏ في المجر. شارك مع منتخب المجر لكرة القدم. أما مع النوادي، فقد لعب مع بيرسخوت إيه سي ونادي دبرتسني.

## وصلات خارجية
- زولتان كيس على موقع قاعدة بيانات كرة القدم.إي يو (الإنجليزية)
- زولتان كيس على موقع ناشيونال فوتبول تيمز (الإنجليزية)
- زولتان كيس على موقع Soccerbase.com (لاعب) (الإنجليزية)
- زولتان كيس على موقع Soccerway.com (الإنجليزية)